# Список шведських щоденних газет
Спи́сок шве́дських щоде́нних газе́т — це перелік газет, що виходять не менш як тричі на тиждень.

## Загальнодержавні ранішні
- Dagen[sv]
- Dagens Industri[sv]
- Dagens Nyheter
- Göteborgs-Posten[sv]
- Fria Tidningen[sv]
- Metro[sv]
- Svenska Dagbladet
- Världen idag[sv]

## Загальнодержавні вечірні
- Aftonbladet
- Expressen
- GTsv[sv]

## Місцеві і регіональні

### A
- Alingsås Tidning (Алінґсос, Герр'юнґа і Ворґорда)
- Arboga Tidning (Арбуґа)
- Arbetarbladet (Євле, решта Єстрикланду і почасти Уппланд)
- Arvika Nyheter (Арвіка і Еда)
- Avesta Tidning (Авеста)

### B
- Barometern (Кальмар і решта Кальмарського лена)
- Bergslagsposten (Ліндесберг, Юснарберг, Геллефорс і Нура)
- Blekinge Läns Tidning (Блекінґе)
- Bohusläningen (Уддевалла, Уруст, Сутенес, Люсечиль, Мункедаль і Танум)
- Borlänge Tidning (Борленґе, Гедемураль і Сетер)
- Borås Tidning (Бурос, Ельвсборзький лен і решта Шюгерадбюґдену)
- Bärgslagsbladet (Чепінґ (Вестманланд) і Кунґсер)

### C
- City Malmö (Мальме)
- City Lund (Лунд)
- City Helsingborg (Гельсінборг)
- City Landskrona (Ландскруна)
- City Kristianstad (Крістіанстад)

### D
- Dagbladet Nya Samhället (Сундсвалль)
- Dala-Demokraten (Falun і решта ландскапу Даларна)
- Dalabygden (Borlänge і почасти Даларна)

### E
- Enköpings-Posten (Енчепінґ)
- Eskilstuna-Kuriren (Ескільстуна, Стренґнес, Марієфред, Турсгелла і більша частина Мелардалену)
- ETC Göteborg (Гетеборг)
- ETC Malmö (Сконе)
- ETC Stockholm (Стокгольм)
- ETC Örebro (Еребру)
- ETC UppsalaDemokraten (Уппсала)

### F
- Fagersta-Posten (Фагерста)
- Falköpings Tidning (Фальчепінґ)
- Falu Kuriren (Фалун і більша частина ландскапу Даларна)
- Folkbladet (Норрчепінґ, Фінспонґ і Седерчепінґ)

### G
- Gefle Dagblad (Євле і решта Єстрикланду)
- Gotlands Allehanda (Ґотланд)
- Gotlands Tidningar (Ґотланд)
- Gästriklands Tidning (Євле і решта Єстрикланду)

### H
- Haparandabladet (Гапаранда, Евертурнео і Паяла)
- Hallands Allehanda
- Hallands Folkblad
- Hallands Nyheter (Фалькенберг і Варберг)
- Hallands Tidning
- Hallandsposten (Гальмстад, Лагольм і Гильте)
- Helsingborgs Dagblad (Гельсінборг)
- Hjo tidning (Ю)
- Hudiksvalls Tidning (Гудиксвалль)

### J
- Jönköpingsposten (Єнчепінґ і решта Єнчепінзького лену)

### K
- Karlskoga-Kuriren (Карлскуґа і Дегерфорс)
- Karlskoga Tidning (Карлскуґа і Дегерфорс)
- Katrineholms-Kuriren (Катрінегольм, Вінґокер і Флен)
- Kinda-Posten (Віммербю і південно-східна частина Естер'єтландського лену)
- Kristianstadsbladet (Крістіанстад)
- Kungälvs-Posten (Кунґельв)

### L
- Laholms tidning (Лагольм)
- Landskrona Posten (Ландскруна)
- Linköpings Tidning (Лінчепінґ)
- Ljusdals-Posten (Юсдаль)
- Ljusnan (Bollnäs і велика частина Гельсинґланду)
- Lysekilsposten (Люсечиль)
- Länsposten (Еребру і решта лена Еребру)
- Länstidningen Södertälje (Седертельє і Нюкварн)
- Länstidningen Östersund (Естерсунд і велика частина Ємтланду)

### M
- Mariestadstidningen (Марієстад, Теребуда і Ґулльспоґ)
- Mora Tidning (Мура і велика частина ландскапу Даларна)
- Motala & Vadstena Tidning (Мутала і Вадстена)
- Mölndals-Posten (Мельндаль)

### N
- Nerikes Allehanda (Нерке, Бергслаген)
- Nordvästra Skånes Tidningar (Кліппан, Б'юв, Бостад, Гельсинборг, Геґанес, Персторп, Свалев, Асторп, Енґегольм і Еркельюнґа)
- Norrbottens-Kuriren (Лулео і велика частина Норрботтенського лену)
- Norra Halland (Кунґсбака)
- Norra Västerbotten (Шеллефтео, Мало, Норше, Арвідс'яур, Ар'єплуґ, частини Робертфорса)
- Norra Skåne (Гесслегольм, Осбю, Естра Єінґе, Крістіанстад, Маркарюд і Персторп)
- Norrköpings Tidningar (Норрчепінґ, Седерчепінґ, Фінспонґ і Вальдемарсвік)
- Norrländska Socialdemokraten (Лулео і велика частина Норрботтенського лену)
- Norrtelje Tidning (Норртельє, Галльставік і Римбу)
- Nya Lidköpings-Tidningen (Лідчепінґ, Ессунґа, Ґресторп, Єтене, Вара)
- Nya Ludvika Tidning (Людвіка і Смедьєбакен)
- Nya Wermlands-Tidningen (Карлстад, решта Вермланду, Дальсланду і Вестдаларна)
- Nynäshamns Posten (Нюнесгемн)

### O
- Barometern Oskarshamns-Tidningen (Оскарсгамн)

### P
- Piteå-Tidningen (Арвідс'яур, Ар'єплуґ, Пітео, Ельвсбюн)
- Provinstidningen Dalsland (Омоль)

### S
- Sala Allehanda (Сала (Швеція))
- Skaraborgs Allehanda (Шевде, Тибру, Ю, Карлсборг, Тидагольм і Фальчепінґ)
- Skaraborgs Läns Tidning (Скара, Єтене, Вара і Нуссебру)
- Skövde Nyheter (Шевде)
- Skånska Dagbladet (Мальме, Лунд і велика частина Сконе)
- Smålandsposten (Växjö і решта лену Крунуберг)
- Smålandstidningen (Екше, Несше, Севше і Анебю)
- Smålänningen (Ельмгульт, Юнґбю і Маркарюд)
- ST tidningen (Стенунґсунд, Черн, Уруст, Юнґшиле і Куде)
- StenungsundsPosten (Стенунґсунд, Уруст і Черн)
- Strengnäs Tidning (Стренґнес і Марієфред)
- Strömstads Tidning (Стремстад)
- Sundsvalls Tidning (Сундсвалль)
- Sydsvenskan (Мальме, Лунд, Чевлінґе, Лумма, Бурлев, Стаффансторп, Сведала, Веллінґе і Треллеборг
- Sydöstran (Карлскруна, Роннебю, Карлсгамн, Сельвесборг і Улофстрем)
- Säffle-Tidningen (Сефффле (комуна))
- Söderhamns-Kuriren (Седергамн)
- Södermanlands Nyheter (Нючепінґ, Укселесунд, Ґнеста і Труса)
- Södra Dalarnes Tidning (Бурленґе, Гедемура і Сетер)

### T
- Tidningen Ångermanland (Гернесанд, Крамфорс, Селлефтео і велика частина Онґерманланду)
- Tidningen Härjedalen (Свеґ)
- Tidningen Folket (Ескільстуна)
- Tranås Tidning (Транос, Анебю і Ідре)
- Trelleborgs Allehanda (Треллеборг і Веллінґе)
- TTELA (Тролльгеттан, Лілла-Едет, Венерсборг і велика частина Дальсланду)

### U
- Ulricehamns Tidning (Ульрісегамн і частково Транему (комуна))
- Upplands nyheter (Уппсала і велика частина Уппланду)
- Upsala Nya Tidning (Уппсала і решта лену Уппсала)
- Uddevallaposten (Уддевалла)

### V
- Vestmanlands Läns Tidning (Вестерос і велика частина Вестманланду)
- Vetlanda-Posten (Ветланда)
- Vimmerby Tidning (Віммербю)
- Värmlands Folkblad (Карлстад, Арвіка, Гаґфорс, Крістінегамн і Сунне)
- Värnamo Nyheter (Вернаму, Їславед, Ґнуше, Смоландсстенар, Юльтебрук, Шиллінґарюд, Ваґґерюд і Рюдагольм)
- Västerbottens Folkblad (Умео і решта Вестерботтену)
- Västerbottens-Kuriren (Умео і велика частина Вестерботтену)
- Västerviks-Tidningen (Вестервік)
- Västgöta-Bladet (Тідагольм)
- Västmanlands nyheter (Вестерос і решта Вестманланду)

### Y
- Ystads Allehanda (Істад, Симрисгамн, Тумелілла, Скуруп і Шебу)

### Ö
- Ölandsbladet (Еланд)
- Örnsköldsviks Allehanda (Ерншельдсвік, Соллефтео, Гернесанд і Крамфорс)
- Östersunds-Posten (Ємтланд: Естерсунд, Бреке, Берг, Стремсунд, Крукум, Оре, Раґунда і Гер'єдален)
- Östgöta Correspondenten (Лінчепінґ, а також південь і захід Естерґоланду)
- Östran/Nyheterna (Кальмар, Нюбру, Еммабуда, Турсос, Борґгольм, Фер'єстаден, Менстерос, Оскарсгамн, Геґсбю, Гультсфред і Вестервік)

## Шведськомовні щоденні газети у Фінляндії
- Borgåbladet (Порвоо)
- Hufvudstadsbladet (Гельсинкі)
- Jakobstads Tidning (Якобстад), з 2008 Österbottens tidning
- Nya Åland (Марієгамн)
- Syd-Österbotten (Нерпес)
- Vasabladet (Вааса)
- Västra Nyland (Раасепорі)
- Åbo Underrättelser (Турку)
- Ålandstidningen (Марієгамн)
- Österbottningen (Коккола), з 2008 Österbottens tidning
- Österbottens tidning (Якобстад, Коккола, Крунупюю, Луото, Уусикаарлепюю і Педерсере)
- Östra Nyland (Ловійса)